# Niue-Ralle
Die Niue-Ralle (Gallirallus huiatua) ist mit 25 cm Größe eine mittelgroße, ausgestorbene flugunfähige Ralle. Das Art-Epitheton ist abgeleitet von hui-atua, einem zusammengesetzten Wort aus der Sprache von Niue. "Hui" heißt "die Knochen" und "atua" bedeutet "der Toten".

## Körperbau und Flugunfähigkeit
Sie wurde von David William Steadman et al. im Jahr 2000 anhand von nur vier Knochen beschrieben, einem Tarsometatarsus (verwachsene Mittelhandknochen), einen Teil der Elle, dem Schaft des Oberschenkels und dem körperfernen Ende des Tibiotarsus (ein Teil des Fußskeletts), deshalb lässt sich bisher nur wenig über sie sagen. Ihr Körperbau ähnelt keiner der bekannten Gallirallus-Arten mehr als den anderen. Die Maße der Knochen legen nahe, dass die Art flugunfähig war.

## Zeitpunkt des Aussterbens
Die Knochen der Niue-Ralle stammen aus der Zeit vor der ersten menschlichen Besiedlung durch die Polynesier. Möglicherweise waren Jagd und Lebensraumverlust die Ursache für das Aussterben der Art.